# Gary Russell junior
Gary Allen Russell junior (* 5. Juni 1988 in Washington, D.C., USA) ist ein US-amerikanischer Profiboxer und ehemaliger Weltmeister der WBC im Federgewicht.

## Amateurkarriere
Gary Russell junior gewann 2004 das Junior Olympic International Tournament in den USA. 2005 gewann er im Alter von nur 16 Jahren auch die US-Meisterschaften sowie die National Golden Gloves im Bantamgewicht, was keinem Boxer in diesem Alter bisher gelungen war. Er wurde daraufhin zu den Weltmeisterschaften 2005 entsandt und gewann eine Bronzemedaille im Bantamgewicht, nachdem er erst im Halbfinale gegen den Deutschen Rustam Rahimov ausgeschieden war. Sein Teamkollege Rau’Shee Warren gewann zudem Bronze im Fliegengewicht, was die beiden Boxer zu den einzigen US-Medaillengewinnern dieser WM werden ließ. Für seine im Jahr 2005 erbrachten Erfolge wurde Russell von USA Boxing zum Sportler des Jahres gewählt.
2006 gewann er erneut die US-Meisterschaften und 2007 auch die US-Olympiaqualifikation. Bei den Weltmeisterschaften 2007 unterlag er im Viertelfinale gegen Sergei Wodopjanow.
Den Abschluss seiner Amateurkarriere hätte seine Teilnahme an den Olympischen Spielen 2008 bilden sollen. Russell erlitt jedoch vor der offiziellen Abwaage, beim Versuch das Kampfgewicht einzuhalten, einen Kreislaufkollaps aufgrund einer Dehydratation, weshalb er disqualifiziert wurde und kampflos von den Olympischen Spielen ausschied.

## Profikarriere
Gary Russell junior steht bei Al Haymon unter Vertrag und gewann sein Debüt am 16. Januar 2009. Er blieb in 24 Kämpfen ungeschlagen und besiegte dabei auch Mauricio Pastrana durch TKO in der ersten Runde. Am 21. Juni 2014 verlor er beim Kampf um die WBO-Weltmeisterschaft durch Mehrheitsentscheidung nach Punkten gegen Wassyl Lomatschenko.
Am 28. März 2015 gewann er den WBC-Weltmeistertitel durch einen vorzeitigen Sieg gegen Jhonny González. Den Titel verteidigte er bisher gegen Patrick Hyland, Oscar Escandon, Joseph Diaz, Kiko Martínez und Njambajaryn Tögstsogt.
Am 22. Januar 2022 verlor er den Titel durch Mehrheitsentscheidung der Punktrichter an Mark Magsayo.